# زوبووو
زوبووو (به لهستانی:  Zubowo) یک روستا در لهستان است که در گمینا بیلسک پودلاسکی واقع شده‌است.